# Adrianna
Az Adrianna női név az Adriána alakváltozata, jelentése: hadriai.

## Rokon nevek
Adriána, Adria, Adrienn

## Gyakorisága
Az 1990-es években az Adrianna név szórványosan fordult elő. A 2000-es és a 2010-es években sem szerepelt a 100 leggyakrabban adott női név között.
A teljes népességre vonatkozóan az Adrianna sem a 2000-es, sem a 2010-es években nem szerepelt a 100 leggyakrabban viselt női név között.

## Névnap
március 4., március 5., szeptember 8.